# George Sanders
George Henry Sanders (Szentpétervár, Orosz Birodalom, 1906. július 3. – Castelldefels, Barcelona, Spanyolország, 1972. április 25.) Oscar-díjas brit filmszínész, televíziós színész, énekes-dalszerző, zeneszerző, író. Jelentős karakterszerepeket játszott az 1930-as évektől haláláig. Felső osztálybeli, kifinomult, de gyakran nyugtalanító hátterű karaktereket alakított. 1950-ben Joseph L. Mankiewicz rendező Mindent Éváról című filmjében nyújtott alakításáért Oscar-díjat kapott. Egyik főszereplője volt 1964-es Az aranyfej című magyar–amerikai ifjúsági filmnek, melyet 1963-ban Budapesten forgattak.

## Élete

### Származása, tanulmányai
Szentpéterváron született, az Orosz Birodalomban, brit állampolgárságú szülőktől. Édesapja Henry Peter Ernest Sanders (1868–1960) volt. Édesanyja Margarethe Jenny Bertha Kolbe (1883–1967) volt, észt és skót felmenőkkel rendelkező szentpétervári német család leánya. George bátyja, Thomas Charles Sanders (1904–1967), öccséhez hasonlóan színész lett, Tom Conway álnéven. Volt még egy húguk, Margaret Sanders (1912–?). George Sanders egyik, 1991-ben megjelent életrajzában az szerepel, hogy Sanders apja egy Oldenburg-házi hercegnek, a cár sógorának és egy orosz nemes hölgynek házasságon kívüli kapcsolatából származott.
Az 1917-es orosz forradalom kitörésekor George tizenegy éves volt. A család visszatért Angliába. A két fivért, Thomast és George-ot a Bedales School-ba, majd a Brighton College magániskolába küldték. George ezután elvégezte a Manchesteri Műszaki Egyetemet, és a textilipari kutatásban kezdett dolgozni. Később Dél-Amerikába utazott, ahol egy dohányültetvényes vállalkozásba fogott. Az 1929-es nagy gazdasági világválság miatt tönkrement, hazatért Angliába, és egy reklámügynökségnél dolgozott. Itt az egyik titkárnő, Greer Garson, aki később, az 1930-as évek második felében maga is neves színésznő lett, biztatta Sanderst, próbálkozzon színészi pályán.

### Színészi pályája
Sanders megtanult énekelni, felvették egy kis színpadi szerepre. Felfigyeltek rá, többször szerepelt brit színpadokon Edna Besttel és Dennis Kinggel együtt. 1934-ben megkapta első filmszerepét a Love, Life and Laughter c. zenés filmben, ahol bárénekest alakított. Ugyanebben az évben New Yorkba utazott, Noël Coward egyik broadway-i produkciójában (Conversation Piece) szerepelt, de a darab nem volt sikeres, levették a műsorról. Sanders visszatért Angliába, ahol 1936-ben kisebb angol filmszerepben dolgozott, pl. a Mi lesz holnap?-ban és A csodalátos ember-ben.
A filmek forgalmazója, az amerikai 20th Century Fox szerződtette Sanderst a Lord Nelson győzelme (Lloyd’s of London) című, Hollywoodban forgatott filmre, ahol Tyrone Power ellenlábasaként szerepelt. A brit úri osztályra jellemző beszédstílusa és kiejtése hitelessé tette alakítását. A film sikere nyomán 1936 novemberében Sanders hét évre szóló szerződést kapott a Fox-tól. Választékos, behízelgő, úri viselkedésű, de nyugtalanító vonásokat sejtető szerepeket kapott kalandfilmekben és krimikben. 1939-ben egy időre visszatért Angliába, néhány brit filmben is szerepelt, majd 1938-tól ismét Hollywoodba ment, ahol megkapta Az Angyal (The Saint) szerepét, amelyet addig Louis Hayward alakított (The Saint Strikes Back, A szentek visszavágnak, 1939). További 1939-es szerepeiben Sanders nemzetközi gazembereket alakított (Confessions of a Nazi Spy; Nurse Edith Cavell; Az utolsó lázadó). A háborús években Angliában, Hollywoodben és Los Angelesben filmezett, felváltva játszott pozitív angol hősöket és gonosz nácikat.
1941-ben a producerek konfliktusba kerültek Leslie Charterissel, Az Angyal írójával, a sorozat átmenetileg leállt, helyette Sanders megkapta az új Falcon-sorozat főszerepét, Gay Lawrence, a Sólyom nyomozót. Sanders azonban egy idő után beleunt a szerepbe, átpasszolta bátyjának, Tom Conwaynek: az 1942-es The Falcon’s Brother filmben az egymásra erősen hasonlító két fivér együtt szerepelt, George-ot a történet szerint kilőtték, a további filmekben bátyja vitte tovább a szerepet. (A két fivér még egyszer, az 1956-es Death of a Scoundrel című film noir-ban, ahol két fivért alakítottak). Az 1940-es években sorozatban kapta a Fox-tól a drámai és kalandfilmek főszerepeit. A konfliktus rendezésével Sanders ismét Angyal-filmeket forgatott.
1944-ben hároméves szerződést kötött az RKO Pictures filmgyártó és forgalmazó céggel. Szerepelt az Action in Arabia kalandfilmben, a Dorian Gray képe c. Oscar Wilde-adaptációban, majd ismét a Fox-nak dolgozott, így pl a Forever Amber című drága, kosztümös történelmi filmben II. Károly angol királyt alakította.

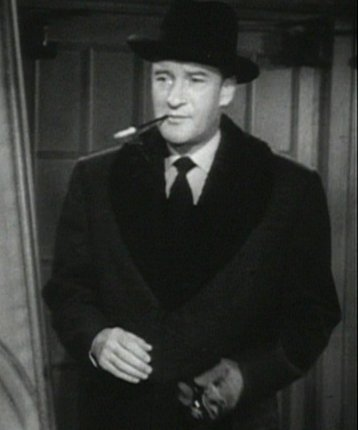
Addison DeWitt szerepében, a Mindent Éváról-ban (1950)

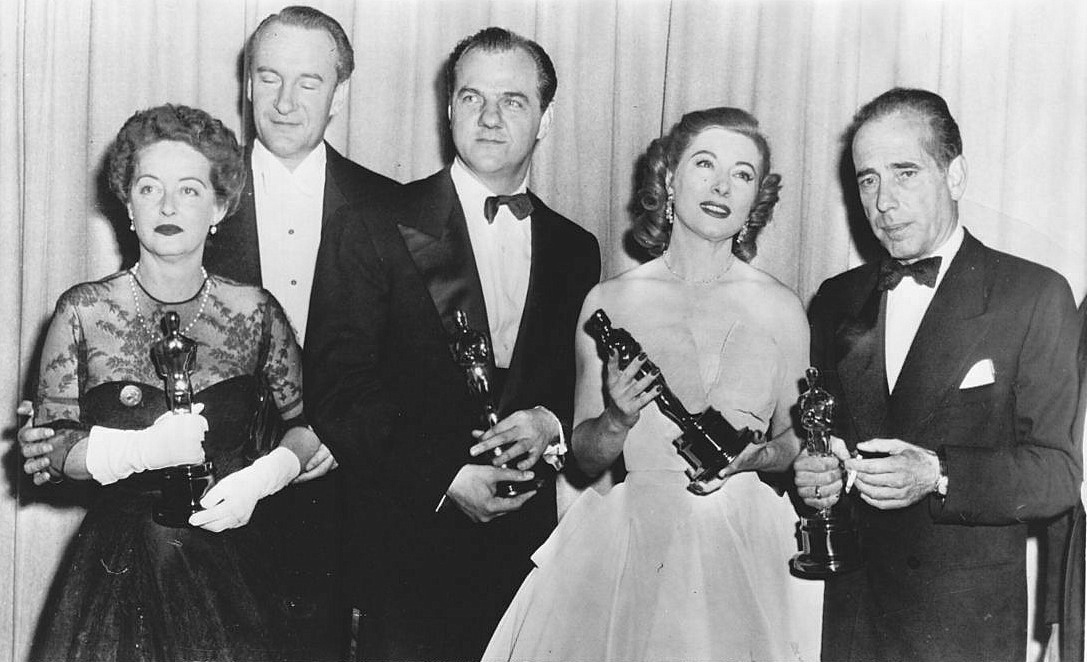
Az 1952-es Oscar-díjosztón, b→j: Bette Davis, George Sanders, Karl Malden, Greer Garson és Humphrey Bogart

1950-ben Joseph L. Mankiewicz rendező Mindent Éváról című filmjében Sanders játszotta Addison DeWittet, egy fanyar és érzéketlen színházi kritikust, aki belegázol a színésznők (Bette Davis, Anne Baxter) életébe. Alakításáért megkapta a legjobb férfi mellékszereplőnek járó Oscar-díjat.
1951-ben főszerepet játszott a Black Jack csempész-kalandfilmben, aztán visszatért a rosszfiús mellékszerepekhez. 1952-ben az MGM-hez szerződött, szerepelt a The Light Touch-ban (1952), az Ivanhoe-ban (1952), itt Sir Brian de Bois-Guilbert templomos lovagot játszotta, aki megvív az Ivanhoe-t alakító Robert Taylorral a zsidó Rebeca (Elizabeth Taylor) szerelméért. 1954-ben Olaszországban forgatott Ingrid Bergmannal, az Itáliai utazás-ban. Az 1950-es és 1960-as években számos drámai és kalandfilm karakteres mellékszerepeiben jelent meg.
Az 1950-es és 1960-as években számos drámai és kalandfilm karakteres mellékszerepeiben jelent meg.  1967-ben a Walt Disney-féle A dzsungel könyve rajzfilmben ő adta Sir Kán tigris hangját. Szerepelt Az aranyfej című, 1964-ben bemutatott magyar–amerikai (Mafilm–MGM) koprodukciós ifjúsági kalandfilmben, amelyet 1963-ban Budapesten forgattak.
1969-ben főszerepet játszott John Huston rendező Levél a Kremlbe című kémfilmjében (1970). 1969-ben bejelentette, hogy visszavonul a showbizniszből. Ennek ellenére további szerepeket vállalt és egészen haláláig, 1972-ig. Az utolsó két film, ahol megjelent, a Végtelen éjszaka (1972) és  Psychomania (1973).

### A stróman
Az 1940-es években Sanders neve alatt két bűnügyi regény jelent meg, egyiket sem ő írta, hanem amerikai női szerzők, akik a háborús filmek brit sztárjának neve alatt nagyobb bevételhez jutottak. Az 1944-es Crime on My Hands valódi szerzője a Craig Rice álnéven működő Georgiana Ann Randolph Walker Craig (1908–1957) írónő. Az 1946-ban megjelent Stranger at Home valódi szerzője Leigh Brackett (1915–1978) írónő, aki science-fiction novelláiról lett ismert.

### Magánélete

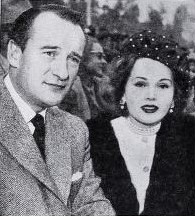
Második menyasszonyával, Gábor Zsazsával (1949)

1940-ben Sanders feleségül vette a Susan Larson álnéven szereplő Elsie Poole-t (1910-1981), 1949-ben elváltak. 1949–1954 között Gábor Zsazsával (1917–2016) élt házasságában, aki Sanders miatt vált el Conrad Hiltontól. 1956-ban Sanders és Gábor Zsazsa együtt játszottak a Death of a Scoundrel filmben. Sanders 1954-ben tőle is elvált, és 1959-ben feleségül vette Benita Hume angol színésznőt (1907–1967), Ronald Colman amerikai színész özvegyét.
1966-ban Sanders pénzügyi megtakarításai egy rossz befektetési döntés miatt elúsztak, magáncsődöt jelentett be. 1967-ben harmadik felesége, Benita Hume meghalt. Ugyanebben az évben halt meg májrákban Sanders bátyja, Thomas, és édesanyjuk, Margarethe Jenny Bertha Sanders is. A megözvegyült George Sanders 1970. december 1-jén negyedszer is megnősült, ezúttal második feleségének két évvel idősebb nővérét, Gábor Magdát (1915–1997) vette feleségül, de a frigy egyetlen hónap után válással végződött.

### Utolsó évei
Sanders ekkor kezdett erősen inni. Családi tragédiái, vagyonának elvesztése és házasságainak kudarca erősen megviselték. 1970-től felületes kapcsolata volt utolsó barátnőjével, Lorraine Chanellel, aki rávette, hogy adja el utolsó ingatlanát, egy mallorcai házat, ahol nagyon szeretett tartózkodni, és döntését nagyon megbánta. Kezdődő demenciát is diagnosztizáltak nála. 1972. április 25-én Barcelona tartományban, egy castelldefelsi tengerparti szállodában bevett több üveg barbiturátot és meghalt. Búcsúlevelet hagyott hátra.

## Főbb filmszerepei
- 1934: Love, Life & Laughter, bárénekes
- 1936: Mi lesz holnap? (Things to Come), pilóta (név nélkül)
- 1936: A csodalátos ember (The Man Who Could Work Miracles), Indifference
- 1937: Szerelmi riport (Love Is News) Andre de Guyon gróf
- 1937: Második feleségem (The Lady Escapes), Rene Blanchard
- 1938: Veszélyes zóna (International Settlement), Del Forbes
- 1938: 4 férfi, egy nő (Four Men and a Prayer), Wyatt Leigh
- 1939: Mr. Moto halálos titka (Mr. Moto’s Last Warning), Eric Norvel
- 1939: The Outsider, Anton Ragatzy
- 1939: A szentek visszavágnak (The Saint Strikes Back), Simon Templar (The Saint / Az Angyal)
- 1939: Confessions of a Nazi Spy, Franz Schlager
- 1939: A szent Londonban (The Saint in London), Simon Templar (The Saint / Az Angyal)
- 1939: Nurse Edith Cavell, Heinrichs kapitány
- 1939: Az utolsó lázadó (Allegheny Uprising), Swanson kapitány
- 1940: A zöld pokol (Green Hell), Forrester
- 1940: A szentek dupla balhéja (), Simon Templar (The Saint / Az Angyal) / „Boss” Duke Bates
- 1940: A titkok kastélya (The House of the Seven Gables), Jaffrey Pyncheon
- 1940: A Manderley-ház asszonya (Rebecca), Jack Favell
- 1940: Boszorkánykonyha (Foreign Correspondent ), Scott Ffolliott
- 1940: Monte Cristo fia (The Son of Monte Cristo), Gurko Lanen tábornok
- 1941: A szentek Palm Springsben (The Saint in Palm Springs), Simon Templar (The Saint / Az Angyal)
- 1941: Gyilkos szerelem (Rage in Heaven), Ward Andrews
- 1941: Embervadászat (Man Hunt), Quive-Smith
- 1941: Habari (Sundown), Coombes őrnagy
- 1941: The Gay Falcon, Gay Laurence / The Falcon
- 1942: Bosszú lovagja (Son of Fury: The Story of Benjamin Blake), Sir Arthur Blake
- 1942: Egy frakk története (Tales of Manhattan), Williams
- 1942: Az ördög sarkantyúja (The Moon and Sixpence), Charles Strickland
- 1942: A fekete hattyú (The Black Swan), Billy Leech kapitány
- 1943: Ütött az óra (This Land Is Mine), George Lambert
- 1944: A titokzatos lakó (The Lodger), John Warwick rendőrfelügyelő
- 1944: Action in Arabia, Michael Gordon
- 1945: Hangover Square, Dr. Allan Middleton
- 1945: Dorian Gray képe (The Picture of Dorian Gray), Lord Henry Wotton
- 1946: A Scandal in Paris, Vidocq
- 1947: A kísértet és Mr(s). Muir (The Ghost and Mrs. Muir), Miles Fairley
- 1947: Forever Amber, II. Károly angol király
- 1947: Sámson és Delila (Samson and Delilah), Gáza kormányzója
- 1950: Mindent Éváról (All About Eve), Addison DeWitt
- 1951: The Light Touch, Felix Guignol
- 1952: Ivanhoe, Sir Brian De Bois-Guilbert templomos lovag
- 1954: Itáliai utazás (Viaggio in Italia), Alex Joyce
- 1955: Holdvilág (Moonfleet), Lord Ashwood
- 1955: A skarlát kabát (The Scarlet Coat), Dr. Jonathan Odell
- 1955: A király tolvaja (The King’s Thief), II. Károly angol király
- 1956: Never Say Goodbye, Victor
- 1956: Amíg a város alszik (While the City Sleeps), Mark Loving
- 1956: Death of a Scoundrel, Clementi Sabourin
- 1958: Hármasikrek ajándéka (Rock-a-Bye Baby), Danny Poole
- 1958: A Földtől a Holdig (From the Earth to the Moon), Stuyvesant Nicholl kapitány
- 1959: Salamon és Sába királynője (Solomon and Sheba), Adónija, Dávid fia
- 1960: Az utolsó utazás (The Last Voyage), Robert Adams kapitány
- 1960: Kékszakáll tíz felesége (Bluebeard’s Ten Honeymoons), Henri Landru
- 1960: Elátkozottak faluja (Village of the Damned), Gordon Zellaby
- 1961: A találkozó (Le rendez-vous), J.K. / Kellermann
- 1962: Grant kapitány gyermekei (In Search of the Castaways), Thomas Ayrton
- 1963: A betörő (The Cracksman), a kormányzó
- 1964: Felügyelő életveszélyben (A Shot in the Dark ), Benjamin Ballon
- 1964: Az aranyfej (The Golden Head), Basil Palmer
- 1966: Batman, tévésorozat, Mister Freeze
- 1966: A Quiller jelentés (The Quiller Memorandum), Gibbs
- 1967: A dzsungel könyve (The Jungle Book), Sir Kán hangja
- 1970: Levél a Kremlbe (The Kremlin Letter), Warlock
- 1971: Mission: Impossible, tévésorozat, Armand Anderssarian
- 1972: Végtelen éjszaka (Endless Night ), Andrew Lippincott
- 1972: Psychomania, Shadwell

## További információ
- George Sanders a PORT.hu-n (magyarul)
- George Sanders az Internetes Szinkronadatbázisban (magyarul)
- George Sanders az Internet Movie Database-ben (angolul)
- George Sanders a Rotten Tomatoeson (angolul)
- George Sanders az AlloCiné weboldalán (franciául)
- George Sanders Profile. Famousfix.com. (Hozzáférés: 2023. január 18.)
- Rupert Alistair. George Sanders, The Name Below the Title : 65 Classic Movie Character Actors from Hollywood’s Golden Age. London: Independent, 237–239. o. (2018. június 16.). ISBN 978-1-7200-3837-5
- Brian Aherne. A Dreadful Man: The Story of Hollywood’s Most Original Cad, George Sanders. New York: Simon & Schuster (1979). ISBN 0-671-24797-2